# Drincham
Drincham es una comuna francesa situada en el departamento del Norte, en la región de Alta Francia.

## Demografía
| 184 | 185 | 156 | 196 | 221 | 210 | 278 |
| Para los censos de 1962 a 1999 la población legal corresponde a la población sin duplicidades (Fuente: INSEE [Consultar]) |     |     |     |     |     |     |